# Coptocercus pascoei
Coptocercus pascoei är en skalbaggsart som beskrevs av Wang 1995. Coptocercus pascoei ingår i släktet Coptocercus och familjen långhorningar. Inga underarter finns listade i Catalogue of Life.

## Bildgalleri

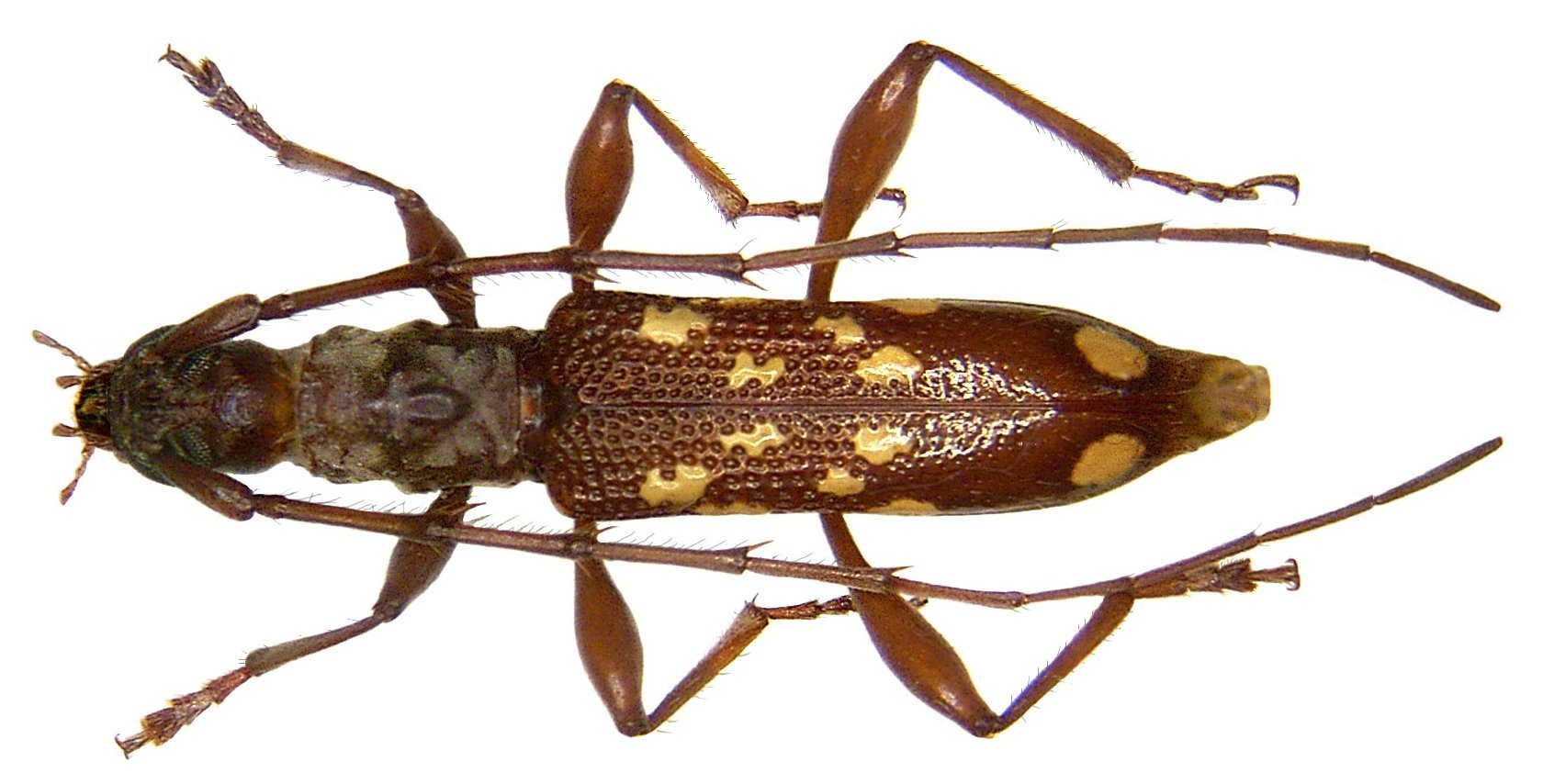